# Ботко
 Тази статия е за средновековния войвода Батил.  За за българската крепост със същото име вижте Батил (Бояна).  
Бойко  (Ботко) , Батил или Боян е съратник на цар Петър Делян (1040 – 1041 г.), по всяка вероятност управител на Средец (дн. София).
За него, като противник направил с храбростта си дълбоко впечатление в Империята, свидетелства съвременникът му Кекавмен във връзка с битката с българите на император Михайл IV Пафлагон при крепостта Боян (дн. Бояна), защитаваща Средец от юг (византийските сили идвали от Солун), която била отбранявана от „именити и войнствени мъже българи, а техен войвода там бил Ботко“ . Употребеният византийски термин свидетелства за високото положение на военачалника Боян (Бойко, Батил) в йерархията на възстановената от Петър Делян българска власт. „Онези прочути българи“, начело с Ботко смело излизат в открит бой с многократно превъзхождащия ги по численост противник „като че ли се срамуваха да останат в крепостта“ – възкликва византийският автор. Обаче атаката им е отбита от огромните императорски сили и при отстъплението си към града (Средец) бойците не успяват да спрат ромеите и те нахлулват заедно с тях в него, като изавършват голямо клане над българския град. Така е унищожено последното значимо огнище на българска съпротива в Средечко през 1041 г.

## Памет
Сегашното название на крепостта Батил най-вероятно е свързано с името на споменатия български войвода. Останки от крепостта днес се намират на витошкия връх Момина скала (1087 m) над Бояна. Там сред откритите, почти заличени днес, останки е имало стражева крепост с цитадела . Развалини от значителни средновековни постройки са намерени и под крепостта – на югозапад от прочутата Боянска църква, на равнището „Царева ливада“ (старото име е „Царево падало“).
На Ботко войвода е наречена улица в квартал „Гърдова глава“ в София (Карта).